# إدارة سوكري
إدارة سوكري واحدة من 32 إدارة في كولومبيا، يحدها من الشمال الغربي منطقة البحر الكاريبي. ومن الشرق إدارة بوليفار ومن الغرب إدارة قرطبة. تحتل المرتبة 27 حسب المساحة، حيث تبلغ 10,670 كم² ويبلغ عدد سكانها 772,010 نسمة لتحتل المرتبة 20 من جميع الإدارات الكولومبية البالغ عددها 32.